# Plabennec
Plabennec (tiếng Breton: Plabenneg) là một xã của tỉnh Finistère, thuộc vùng Bretagne, miền tây bắc Pháp.

## Dân số
Người dân ở Plabennec được gọi là Plabennecois.